# Пузирки (Шепетівський район)
Пузирки́ — село в Україні, в Улашанівській сільській громаді Шепетівського району Хмельницької області. Населення становить 181 особу.

## Географія
Село розташоване на правому березі річки Безіменної, правої притока Жарихи.

## Історія
У 1906 році село Жуківської волості Ізяславського повіту Волинської губернії. Відстань від повітового міста 35 верст, від волості 4. Дворів 64, мешканців 314.
Час заснування села і точне походження його назви не встановлені. Відомо лише, що до 1917 року село було маєтком князя Романа Владиславовича Сангушка, а основним заняттям населення було землеробство.
У 1894 році в селі нараховувалось 339 жителів. Початкова школа в селі працювала з 1872 року, але до 1900 року не мала власного приміщення. Відомо, що в 1886 році на утримання школи відпускалось лише 43 рублі на рік. Річна зарплата вчителя в селі становила 40 рублів. В той час у школі навчались 15 хлопців та 4 дівчат. Переважна частина населення залишалась неписьменною. В 1909 році число учнів тут дещо збільшилось — навчався вже 31 школяр. Проте, ніяких інших культурно-освітніх закладів у Пузирках не було. Єдиним місцем, куди збиралося заможніше селянство, була корчма.
В кінці 1917 року солдатами 264-й піхотного запасного полку Російської імператорської армії був розгромлений маєток князя Сангушка в Славуті, а сам поміщик вбитий. Таким чином, власність поміщика в Пузирках перейшла в руки селян.
7 (20) листопада 1917 року, відповідно до Третього Універсалу Української Центральної Ради, увійшло до складу Української Народної Республіки.
У 1924 році в селі проведено перше землевпорядкування. Кожен селянський двір одержав для користування землю — з розрахунку по гектару на кожного члена сім'ї.
У вересні 1930 року, під час примусової колективізації, було створено колгосп.
Під час Другої світової війни загинуло 27 чоловік. Червона армія вступила в село 14 січня 1944 року.
У 1950 році колгосп об'єднано з колгоспом «Перемога» село Іванівка, а в 1953 році об'єднано з колгоспом «Зоря революції» село Жуків. З того часу він дістав назву «імені XXI з'їзду КПРС».
У 1956 році село Пузирки було повністю радіофіковане, а з 1961 року — електрифіковане. В 1967 році тут збудували медичний пункт, дитячі ясла, контору колгоспу.
У 1980 році в Пузирках було закрито початкову школу, а пізніше і сільську бібліотеку.
12 червня 2020 року, відповідно до розпорядження Кабінету Міністрів України № 727-р «Про визначення адміністративних центрів та затвердження територій територіальних громад Хмельницької області», увійшло до складу Улашанівської сільської територіальної громади.
19 липня 2020 року, в результаті адміністративно-територіальної реформи та ліквідації Славутського району, село увійшло до складу новоутвореного Шепетівського району.

## Населення
Згідно з переписом УРСР 1989 року чисельність наявного населення села становила 249 осіб, з яких 108 чоловіків та 141 жінка.
За переписом населення України 2001 року в селі мешкала 181 особа. 100 % населення вказало своєю рідною мовою українську мову.

## Сьогодення
Сьогодні в Пузирках із соціально-культурної сфери продовжують працювати сільський клуб, фельдшерсько-акушерський пункт та магазин. Землі села орендує ТОВ «Зоря Полісся-2000».